# Francis Demarthon
Francis Demarthon (né le 8 août 1950 à Frangy en Haute-Savoie) est un athlète français, licencié toute sa carrière à l'ASPTT Bordeaux, spécialiste du 400 mètres.

## Carrière
Après avoir pratiqué le football  à Comblanes, puis le handball, Francis Demarthon se révèle durant l'année 1973 en s'adjugeant le titre du 400 mètres des Championnats de France en plein air. Vainqueur l'année suivante pour son deuxième titre national consécutif, Francis Demarthon participe aux Championnats d'Europe 1974 de Rome. Huitième de l'épreuve individuelle, il termine au pied du podium du relais 4 × 400 m. En début de saison 1977, le Français remporte la médaille d'argent du 400 mètres lors des Championnats d'Europe en salle se déroulant à Saint-Sébastien, en Espagne, devancé par le Belge Alfons Brijdenbach. Il obtient l'année suivante le meilleur résultat de sa carrière lors d'une compétition internationale majeure en prenant la troisième place du 400 mètres lors des Championnats d'Europe de Prague. Demarthon établit le temps de 45 s 97 en finale et est devancé par l'Est-allemand Franz-Peter Hofmeister et le Tchécoslovaque Karel Kolar. 
Francis Demarthon est l'auteur de la meilleure performance de sa carrière sur 400 mètres en 1979 avec le temps de 45 s 89 lors de la finale des Jeux méditerranéens en devançant d'ailleurs un autre Français, Didier Dubois, deuxième en 46 s 11. 
Il  est sélectionné en équipe de France pour disputer les Jeux olympiques d'été de 1980 à Moscou. Éliminé au deuxième tour des séries du 400 mètres, il se classe quatrième du relais 4 × 400 m, la France échouant à cinq dixièmes de seconde du relais italien, médaillé de bronze.

## Palmarès
| Année | Compétition                    | Lieu            | Place | Épreuve   |
| ----- | ------------------------------ | --------------- | ----- | --------- |
| 1974  | Championnats d'Europe          | Rome            | 8e    | 400 m     |
| 1974  | Championnats d'Europe          | Rome            | 4e    | 4 × 400 m |
| 1975  | Jeux méditerranéens            | Alger           | 2e    | 4 × 400 m |
| 1977  | Championnats d'Europe en salle | Saint-Sébastien | 2e    | 400 m     |
| 1978  | Championnats d'Europe          | Prague          | 3e    | 400 m     |
| 1979  | Jeux méditerranéens            | Split           | 1er   | 400 m     |
| 1980  | Jeux olympiques                | Moscou          | 4e    | 4 × 400 m |

- Championnats de France : vainqueur en 1973, 1974, 1977, 1978 et 1979.